# Lilla ungen min
Lilla ungen min är ett musikalbum av Barbro Lindgren och Georg Riedel, utgivet 1991 av Caprice Records. Skivan blev tilldelad en Grammis för årets barnskiva.
På skivan medverkar bland annat Sonya Hedenbratt, Claes Janson, Stefan Nilsson, Lena Willemark och Nacka musikklasser.

## Låtlista
All musik är skriven av Georg Riedel och texterna av Barbro Lingren.
1. "Tänk alla millioner år" – 2:19
2. "Anden lilla" – 2:39
3. "Två burkar" – 1:05
4. "Lilla ungen min" – 1:49
5. "En kråkas dag" – 1:16
6. "Fågelns öga" – 3:00
7. "Hästen går i hagen" – 2:59
8. "Kalven hoppar" – 1:36
9. "Frankenstein" – 2:03
10. "En bulles liv" – 1:30
11. "Han hade en gård" – 2:33
12. "Tunnelbaneblues" – 2:25
13. "Det luktar litet barn här" – 2:04
14. "Månen månen stiger" – 2:16
15. "Den här spiken" – 1:39
16. "Min katt är död" – 0:43
17. "Bebin ligger i sin säng" – 3:08
18. "Jan och Lars och Nils" – 0:46
19. "Där sorgen bor" – 3:02
20. "Igelkottspromenad" – 1:34
21. "Lägg en sten i din hand" – 2:20
22. "Hej hopp, hej hopp" – 0:40
23. "Hav" – 2:00
24. "Ofattbart att det är vår" – 2:27
25. "Vi är blommor" – 2:50

Total tid: 51:46

## Medverkande
- Sångsolister:
  - Sonya Hedenbratt (4, 8, 10, 13, 17, 21)
  - Lena Willemark (6, 11, 19)
  - Claes Janson (1, 4, 12, 15, 17, 24)
  - Sarah Riedel (2, 12, 20)
  - Noomi Riedel (4)
  - Nike Nordlander (7, 25)
  - Lisa Qvarfordt (16, 24)
  - Joakim Ljungberg-Isaksson (5, 15)
  - Robin Lööf (5)
  - Hannes Meidal (5)
  - Caroline Lundgren (3)
  - Helena Skagerberg (3)
  - My Samuelsson (9)
  - Georg Riedel (18, 22)
- Musiker:
  - Johan Hörlén — alt- & sopransaxofon
  - Jan Allan — trumpet
  - Lars Fresk — violin
  - Ann-Marie Lysell — violin
  - Håkan Olsson — viola
  - Bo Eriksson — cello
  - Dag Henriksson — klarinett
  - Sone Banger — dragspel
  - Magnus Bengtsson — gitarr
  - Sven-Eric Dahlberg — piano (8, 10, 13, 17, 21)
  - Stefan Nilsson — keyboards
  - Teddy Walter — bas, elbas
  - André Ferrari — trummor
  - Ole Hjorth — spelmansfiol (15)